# Villa rustica de la Strei
Villa rustica este situată pe teritoriul localității Strei din județul Hunedoara, în perimetrul cimitirului satului, pe malul stâng al râului Strei. 

## Legături exerne
- Roman castra from Romania (includes villae rusticae) - Google Maps / Earth Arhivat în 5 decembrie 2012, la Archive.is